# Stazione meteorologica di Sant'Agata de' Goti
La stazione meteorologica di Sant'Agata de' Goti è la stazione meteorologica di riferimento relativa alla località di Sant'Agata de' Goti.

## Coordinate geografiche
La stazione meteo si trova nell'Italia meridionale, in Campania, in provincia di Benevento, nel comune di Sant'Agata de' Goti, a 150 metri s.l.m. e alle coordinate geografiche 41°05′N 14°31′E.

## Dati climatologici
In base alla media trentennale di riferimento 1961-1990, la temperatura media del mese più freddo, gennaio, si attesta a +7,6 °C; quella del mese più caldo, agosto, è di +25,1 °C .
| Sant'Agata de' Goti | Mesi | Mesi | Mesi | Mesi | Mesi | Mesi | Mesi | Mesi | Mesi | Mesi | Mesi | Mesi | Stagioni | Stagioni | Stagioni | Stagioni | Anno |
| Sant'Agata de' Goti | Gen  | Feb  | Mar  | Apr  | Mag  | Giu  | Lug  | Ago  | Set  | Ott  | Nov  | Dic  | Inv      | Pri      | Est      | Aut      | Anno |
| ------------------- | ---- | ---- | ---- | ---- | ---- | ---- | ---- | ---- | ---- | ---- | ---- | ---- | -------- | -------- | -------- | -------- | ---- |
| T. max. media (°C)  | 10,4 | 11,4 | 14,3 | 18,5 | 23,0 | 27,9 | 30,5 | 30,4 | 26,6 | 20,7 | 15,8 | 12,4 | 11,4     | 18,6     | 29,6     | 21,0     | 20,2 |
| T. min. media (°C)  | 4,8  | 5,2  | 7,2  | 10,2 | 13,4 | 17,4 | 19,6 | 19,7 | 17,4 | 13,5 | 9,8  | 6,9  | 5,6      | 10,3     | 18,9     | 13,6     | 12,1 |